# 松谷令子
松谷 令子（まつたに れいこ、1952年1月15日 - 2013年7月14日）は、日本の女優。
兵庫県神戸市生まれ。神戸野田高等学校卒業。関西芸術座出身（1973年入団）。2004年時点でライターズカンパニーに所属していた。
2006年にフラスタジオを開校し、神戸・加古川の「レイコ・リー・フラスタジオ」主宰に就いた。

## 出演

### テレビドラマ

#### NHK
- NHK連続テレビ小説
  - 鮎のうた（1979年度下半期） - 桃子
  - 和っこの金メダル（1989年度下半期）
  - やんちゃくれ（1998年度下半期） - 平田徹子
  - ほんまもん（2001年度下半期）
- 土曜ドラマ（NHK）
  - 愛が聞こえます（1993年） - 満枝
- 銀河テレビ小説 悲しみだけが夢をみる（1988年） - 秀佳
- ドラマ新銀河 この指とまれ2（1997年）
- 水曜ドラマの花束 女性捜査官アイキャッチャー 3・4話（1999年） - 下田順子
- NHKドラマ館 終のすみか（1999年10月16日）

#### 民放
- 部長刑事（朝日放送）
- 阪急ドラマシリーズ おだいじに…気になるあいつ（1981年、関西テレビ）
- ドラマ30
  - いのちの現場から4（1996年、MBS） - 千代子[3]
  - 離婚計画〜いつか愛したあなたへ〜（2000年、MBS）
- 航跡〜横山やすしフルスロットル（2004年1月18日、関西テレビ）

#### 時代劇
- 銭形平次 第489話（1975年、フジテレビ）
- お耳役秘帳 第9話（1976年6月1日、関西テレビ）
- 必殺シリーズ（朝日放送）
  - 暗闇仕留人
    - 第1話「集まりて候」（1974年） - お咲
    - 第3話「売られて候」（1974年） - お照

  - 必殺必中仕事屋稼業
    - 第4話「逆転勝負」（1975年） - 女郎
    - 第25話「乱れて勝負」（1975年） - 岡場所の女

  - 必殺仕置屋稼業 第5話「一筆啓上幽鬼が見えた」（1975年） - 料亭の女中
  - 必殺仕業人 第23話（1976年6月18日） - 女郎・かね
  - 必殺からくり人  第6話「秘めごとは白い素肌にどうぞ」（1976年9月8日） - おしん
  - 必殺仕事人 第66話「描き技 絵筆逆手屏風突き」（1980年） - おらん
  - 必殺仕舞人 第8話「坊さんかんざし買うを見た -高知-」（1981年） - おはる
- 桃太郎侍 第213話（1980年11月16日、日本テレビ）
- 斬り捨て御免! 第2シリーズ 第3話（1981年4月15日、東京12チャンネル）
- 時代劇スペシャル 「着ながし奉行」（1981年5月1日、フジテレビ）